# Bounou (Kompienga)
Pour les articles homonymes, voir Bounou.
Bounou est un village du département et la commune rurale de Kompienga, situé dans la province de la Kompienga et la région de l’Est au Burkina Faso.

## Géographie

### Démographie
- En 2006, le village comptait 1 278 habitants recensés[1].

## Santé et éducation
Le centre de soins le plus proche de Bounou est le centre de santé et de promotion sociale (CSPS) de Kompienga.